# Eunice Weaver
Eunice Sousa Gabi Weaver (São Manuel, 19 de setembro de 1902 — 9 de dezembro de 1969) foi uma brasileira que se dedicou aos cuidados aos hansenianos.

## Biografia
Nasceu em uma fazenda de café no interior do estado de São Paulo, filha de Henrique Gabbi, um carpinteiro natural de Reggio Emilia (Itália) e de Leopoldina Gabbi, natural de Piracicaba, mas descendente de imigrantes suíços, tendo recebido educação austera. Sendo sua mãe portadora de hanseníase, quando Eunice tinha três anos de idade, a sua família mudou-se para Uruguaiana, no Rio Grande do Sul. Ali fez os seus estudos primários, no Colégio União.
Tendo prosseguido os seus estudos em São Paulo, formou-se na Escola Normal e fez o curso de Educação Sanitária. Certo dia de 1927, em visita a uma família amiga, reencontrou o seu antigo professor e diretor do Colégio União - Charles Anderson Weaver. Viúvo, casaram-se seis meses depois, tendo ido residir em Juiz de Fora. Embora o casal não tendo tido filhos, Eunice cuidou dos quatro filhos do primeiro casamento do marido.
Um ano mais tarde, o seu marido foi convidado pela Universidade de Nova Iorque, a dirigir a Universidade Flutuante da América do Norte, instalada num transatlântico, que faria uma viagem ao redor do mundo para melhor formação de seus alunos. Tendo aceite o convite, partiu do Rio de Janeiro acompanhado pela esposa, que aproveitou para estudar Jornalismo, Sociologia, Serviço Social e Filosofias Orientais, em visita a 42 países. Durante essa viagem, viveu por um dia num templo budista, foi até ao Himalaia no lombo de um jumento e entrevistou durante quatro horas o Mahatma Gandhi, de quem recordava: "Foi o homem mais próximo de Jesus Cristo que conheci". Por onde passou, interessou-se pelo problema da hanseníase - nomeadamente nas ilhas Sandwich, no Japão, na China, na Índia e no Egito.
De volta ao Brasil, fundou em Juiz de Fora a Sociedade de Assistência aos Lázaros e foi presidente da Federação das Sociedades de Assistência aos Lázaros e Defesa contra a Lepra de 1932 até a sua morte em 1969. De madrugada, quando o passava o trem para Belo Horizonte, dirigia-se à estação ferroviária a fim de prestar assistência aos hansenianos que eram transportados no vagão da segunda classe, ao leprosário Santa Isabel naquela cidade. Ali oferecia-lhes roupas, cobertores e refeições.
Fundou o Educandário Carlos Chagas em Juiz de Fora (1932), e o Educandário Santa Maria, no Rio de Janeiro.
Em 1935, obteve do então presidente da República, Getúlio Vargas a promessa de auxílio oficial para a obra, no montante do dobro do que ela conseguisse arrecadar junto à sociedade civil. Com esse acordo, Eunice dedicou-se a viajar por todo o país, divulgando a campanha da Federação das Sociedades de Assistência aos Lázaros e Defesa contra a Lepra. 
Fundou o Educandário Eunice Weaver no dia 12 de fevereiro de 1942 em Belém do Pará, bairro da Pratinha 1. Centenas de crianças filhas de hansenianos passaram grande parte da vida reclusas como em um orfanato. Eram apartadas do convívio social normal, muitas sofreram maus-tratos, abusos sexuais e, sem que soubessem o motivo, recebiam medicação forte para dormir. O resultado, na maioria das vezes, foram sequelas mentais e emocionais. 
O apoio veio em 1935, do presidente Getúlio Vargas. O chamado ‘Pai dos Pobres’, foi quem institucionalizou o tipo de atendimento que se tornaria comum aos hansenianos. Afastados da sociedade, escondidos como se estivessem em um campo de concentração. Historicamente Vargas foi um simpatizante de ideias nazistas.
Era uma história repetida. Assim que dava à luz, a mãe perdia a criança, levada para o Educandário Eunice Weaver, próximo à Base Aérea de Belém, sem sequer ter dado uma gota de leite ao rebento.
O espaço era administrado por freiras que se retiraram do Educandário em 1992, sem recursos e sem convênios com o Estado as portas do Educandário foram fechadas. O longo corredor de jambeiros que saudava os visitantes logo foi tomado por mato, que com o crescimento da população e a falta de moradia, o terreno foi invadido e hoje abriga várias famílias. A outra parte do espaço do Educandário, hodiernamente, se transformou no que agora é a E.E.E.F e M Eunice Weaver. 
Foi a primeira mulher a receber, no país, a Ordem Nacional do Mérito, no grau de Comendador (Novembro de 1950), e a primeira pessoa, na América do Sul, a receber o troféu Damien-Dutton. Publicou a "Vida de Florence Nightingale", "A Enfermeira" e "A História Maravilhosa da Vida". Representou o Brasil em inúmeros congressos internacionais sobre a hanseníase, tendo organizado serviços assistenciais no Paraguai, em Cuba, no México, na Guatemala, na Costa Rica e na Venezuela. 
Foi homenageada com o título de "Cidadã Carioca" ao completar 25 anos na direção da Federação (1960) e com o título de "Cidadã Honorária de Juiz de Fora" (11 de Setembro de 1965). Foi a delegada brasileira no 12.º Congresso Mundial da Organização das Nações Unidas (Outubro de 1967). Em diversos estados do Brasil, instituições de assistência aos hansenianos levam o nome de "Sociedade Eunice Weaver".
Faleceu subitamente em viagem de retorno do Rio Grande do Sul. O seu corpo encontra-se sepultado, ao lado do do marido, no Cemitério dos Ingleses, no Rio de Janeiro.